# 모공각화증
모공각화증(毛孔角化症, Keratosis Pilaris)은 모낭 내에 각질 덩어리가 채워지는 질병으로, 어깨나 팔, 허벅지 등 털이 많이 난 부위에 생긴다. 모낭 내에 각질이 채워져 있기 때문에 털은 각질 내에 박혀 있는 모양을 하게 된다. 인구의 40%가 가지고 있는 흔한 피부 질환으로 모낭 내에 박힌 각질덩어리 때문에 모공을 따라 작은 돌기가 나타나며 그 돌기는 딱딱하며 거칠거칠한데 보통 회색빛을 띠나 때로는 모공 주위가 붉게 변하며 불그스름한 빛을 띠기 때문에 외관상으로 문제가 되기도 한다. 모공마다 오돌토돌하게 돋아나다가 끝이 딱딱해지고 손톱으로 긁으면 떨어지고 반고형상태의 털이 같이 묻어서 나오기도 한다.

## 병인
주로 피부가 건조한 사람에게서 자주 볼 수 있으며 사춘기에 가장 잘 발생한다. 호르몬에 의한 생리현상과 유전적 요인에 의해 생기며, 몸 안의 노폐물과 독소가 몸 밖으로 제대로 배출되지 못해 생기기도 한다..

## 치료
국소요법으로 치료 보습제를 꾸준히 발라 피부가 건조하지 않도록 하거나 필링이나 피부 각질제거제 연고 등을 통해 각질을 벗겨내는 방법이 있다. 피부 점막의 점액 분비를 촉진하여 피부 건조 및 각질화를 예방하는 비타민 A제제인 레티노이드의 국소 도포나 비타민 A가 다량 함유된 음식을 먹는 것도 치료에 도움이 된다.

## 참고 문헌
- 테마가 있는 피부 이야기, 시티저널 <닭살로 착각하기 쉬운 모공각화증의 치료와 식습관>